# Cellule d'information Viger
La Cellule d'information Viger est la troisième cellule à faire son apparition pendant la Crise d'octobre en 1970 au Québec. Communément appelée cellule Viger, celle-ci est moins connue car elle fut fondée pendant la crise par Nigel Hamer car la cellule Libération était rendue trop populeuse et avait choisi de se séparer d'un membre. Elle était formée de Robert Comeau, Gilles Cossette, Nigel Barry Hamer, Jean-Pierre Piquette et François Séguin.
Le nom de la cellule Viger vient du nom de Bonaventure Viger, un patriote de 1837-1838. Pour ce qui est de « information », c'est en raison de sa mission de diffusion des communiqués.